# Choucador à queue bronzée
Hylopsar cupreocauda
Espèce
Synonymes
- Lamprocolius cupreocauda Hartlaub, 1857

Statut de conservation UICN

 NT  : Quasi menacé
Le Choucador à queue bronzée (Hylopsar cupreocauda ex  Lamprotornis cupreocauda) est une espèce d'oiseaux de la famille des Sturnidae. Elle vit en Afrique subsaharienne sur une zone géographiquement relativement limitée.

## Systématique
L'espèce Hylopsar cupreocauda a été décrite pour la première fois en 1857 par l'ornithologue allemand Gustav Hartlaub (1814-1900) sous le protonyme Lamprocolius cupreocauda.

## Description et éléments associés
Les choucadors sont des oiseaux arboricoles au bec fort et pointu et à pattes robustes,,. Ils sont omnivores et consomment aussi bien des fruits que des insectes divers. Toutes ces espèces sont grégaires et évoluent en groupes moyens à grands,. Le choucador à queue bronzée mesure entre 18 et 20 cm de long, et est violet brillant de la tête à la poitrine,. Le reste du plumage est essentiellement noir brillant, avec des reflets bleutés,. L’œil de l’adulte est jaune (iris) alors que celui du juvénile est plus foncé.

## Répartition et habitat
Cet oiseau vit en Afrique de l'Ouest (Sierra Leone, Liberia, Côte d'Ivoire et Ghana). Son aire de répartition se limite donc au bloc forestier ouest subsaharien. L'espèce est forestière et apprécie les milieux denses à moyennement ouverts, et les îlots forestiers,.

## Statut de Conservation
L'espèce est considérée par l'UICN (11/2021) comme presque menacée, et ce essentiellement à la suite de la diminution et profonde modification des différents habitats forestiers de la zone.